# Jim Meadowcroft
James „Jim“ Meadowcroft (* 15. Dezember 1946 in Bacup, Vereinigtes Königreich; † 25. September 2015 ebenda) war ein englischer Snookerspieler. Er war ab der Saison 1972/73 21 Jahre lang Profi auf der Main Tour.
Nach seiner aktiven Karriere wurde er Fernsehkommentator für Snookerspiele.

## Karriere

### Profispieler
Bevor er Snookerspieler wurde, arbeitete er als Fahrschullehrer
Zur Saison 1972/73 kam Meadowcroft zur Snooker Main Tour. Gleich in der seiner ersten Saison konnte er die Runde der letzten 16 bei der Snookerweltmeisterschaft 1973 erreichen, wo er am späteren Weltmeister Ray Reardon mit 10:16 scheiterte. Ein Jahr später verlor er ebenfalls im Achtelfinale der Weltmeisterschaft mit 3:15 wieder gegen Reardon.
Nachdem er 1975 in der Runde der letzten 24 ausgeschieden war, überstand er bei der Snookerweltmeisterschaft 1976 alle drei Qualifikationsrunden und zog mit einem Sieg über Rex Williams ins Viertelfinale ein, in dem er mit 8:15 gegen den Südafrikaner Perrie Mans verlor.
Einen seiner größten Erfolge verbuchte Meadowcroft mit einem Sieg über Ray Reardon beim UK Championship 1977 im Achtelfinale, er verlor aber wieder im Viertelfinale im Decider gegen Patsy Fagan.
Kurz darauf erreichte er das Viertelfinale beim Mercantile Credit Classic 1980, wo er gegen Terry Griffiths verlor. Er kam nie in seiner langen Karriere über ein Viertelfinale heraus. Nach dem Mercantile Credit Classic 1980 erreichte er noch zwei Mal die Runde der letzten 24. Des Weiteren konnte er am Anfang der 80er-Jahre oft die Runde der letzten 32 bei großen Turnieren erreichen, kam aber nie weiter.
Seine Ergebnisse wurden immer schlechter, sodass er in der Saison 1992/93 nur noch auf Platz 130 der Weltrangliste war.

### Nach der Snookerkarriere
Meadowcroft wurde Anfang der Achtziger Fernsehkommentator auf den britischen Sendern BBC und ITV. Er war Kommentator der finalen Session des als "Jahrhundertmatch" bekannt gewordenen Finales der Snookerweltmeisterschaft 1985 zwischen Dennis Taylor und Steve Davis.
Außerdem war Meadowcroft Snookertrainer. Zwischen März 1997 und Dezember 1998 saß er zudem Vorstand des Snookerweltverbandes WPBSA.
Er war Autor von drei Büchern.

## Privat
Meadowcroft hatte zwei Töchter und drei Enkel.
Jim Meadowcroft starb nach kurzer Krankheit am 25. September 2015. Ein Jahr zuvor hatte Meadowcroft schon eine Lungenentzündung gehabt. Er wurde in der Anthony Johnson’s Chapel of Rest in seiner Heimatstadt Bacup beerdigt.